# Aktion Lebensrecht für Alle
Die Organisation Aktion Lebensrecht für Alle (ALfA) ist eine deutschlandweit agierende, in der Rechtsform eines eingetragenen Vereins organisierte Gruppe der Lebensrechtsbewegung. Sie hat ihren Sitz in Augsburg und nach eigenen Angaben rund 11.000 Mitglieder. Die 1977 gegründete ALfA gilt als eine der ältesten Lebensrechtsgruppen in Deutschland.

## Tätigkeit
Der Verein gibt gemeinsam mit den Organisationen Ärzte für das Leben die vierteljährlich erscheinende Zeitschrift LebensForum heraus, die sich ausschließlich rechtlichen, politischen und medizinischen Fragen des Lebensrechts widmet. Der Fokus der Zeitschrift liegt auf den Themen Schwangerschaftsabbruch und Sterbehilfe, welche insgesamt ablehnend diskutiert werden. Zusätzlich berichtet das ebenfalls vierteljährlich erscheinende Mitteilungsblatt Lebenszeichen von der Arbeit in den Ortsverbänden.
Außerdem betreibt und finanziert der Verein die Initiative Patin für 9 Monate, die Schwangeren in Not eine persönliche Begleitung zur Seite stellt, das Programm BabyPaten, mit dem Familien in Not, die in einer Konfliktschwangerschaft sind, finanziell geholfen werden kann, das Beratungstelefon Schattenkind - Seelsorge nach Abtreibung sowie das Beratungstelefon VitaL – es gibt Alternativen.
Um Frauen in wirtschaftlich schwierigen Verhältnissen nach der Geburt zu unterstützen, organisiert der Verein Spenden- und Patenprogramme.

## Organisationsstruktur
Der Verein ist in einen Bundesverband mit einem Bundesvorstand sowie Landes- und Regionalverbände gegliedert, deren regionale Schwerpunkte in Bayern, Baden-Württemberg und Nordrhein-Westfalen liegen. Ihm angeschlossen ist die Jugendorganisation „Jugend für das Leben“. ALfA ist Mitglied im Dachverband Bundesverband Lebensrecht (BVL).
Bundesvorsitzende ist seit Mai 2019 Cornelia Kaminski. 2016 wurde Alexandra Maria Linder Bundesvorsitzende der ALfA, nachdem Claudia Kaminski nicht mehr zur Wahl antrat. Cornelia Kaminski aus Fulda war in dieser Zeit stellvertretende Bundesvorsitzende. Erster stellvertretender Bundesvorsitzender ist Martin Siegel. Weitere Mitglieder des Vorstands sind seit 2022 Christoph zu Stolberg (Bundesschatzmeister) und seit 2025 Maik Wunder (Bundesschriftführer) sowie Julia Kim (2. Stellvertreterin).

## Debatte um „Post-Abortion-Syndrom“
Dem Verein wird immer wieder vorgeworfen, in seinem Informationsmaterial zu behaupten, es gäbe ein medizinisch anerkanntes Post-Abortion-Syndrom. Dazu finden sich jedoch keine Hinweise auf der Webseite oder in den bekannten Publikationen. Die psychischen Folgen der Abtreibung sind mittlerweile gut erforscht und lassen den Schluss zu, dass diese in Abhängigkeit von den Lebensumständen zum Zeitpunkt der Abtreibung stehen, jedoch nicht als einheitliches Syndrom beschrieben werden können. Je weniger die Schwangere selbst mit dem Abbruch einverstanden war, und je größer der Druck des Umfelds, desto höher ist die Wahrscheinlichkeit für spätere psychische Schäden.